# Charles Antoine de Bieberstein Rogalla Zawadsky
Charles Antoine baron de Bieberstein Rogalla Zawadsky (Tongeren, 25 april 1796 – Maastricht, 31 oktober 1880) was een Nederlands politicus en militair.

## Leven en werk
De Bieberstein Rogalla Zawadsky werd in 1796 in Tongeren geboren, uit een van oorsprong Pools adellijk geslacht, als een zoon van André Luc Ignace baron de Bieberstein Rogalla Zawadsky en van Marie Barbe Eugène van der Meer. Hij begon zijn carrière als lid van de Garde d'honneur. Vervolgens was hij werkzaam als officier der infanterie. Tot 1838 was de Bieberstein Rogalla Zawadsky luitenant-kolonel. Van 1839 tot 1850 functioneerde hij als lid van de Staten van Limburg en de Landen van Overmaas en van 17 september 1850 tot 1853 was hij lid van de Provinciale Staten van Limburg. Lange tijd was hij het prototype van de 'Papo-liberaal'. Na de liberale medewerking aan het opheffen van het gezantschap bij de Paus ging hij geleidelijk afstand nemen van de liberalen en in 1879 stak hij in de Tweede Kamer over naar de rechterzijde. Nadien bleef hij tot op hoge leeftijd Tweede Kamerlid en leidde diverse malen als nestor de eerste Kamervergadering na Prinsjesdag.
De Bieberstein Rogalla Zawadsky trouwde op 25 oktober 1820 te Utrecht met jonkvrouw Henriëtte Josephine Jacqueline Bosch van Drakestein en samen hadden ze zes kinderen. Hij was Ridder in de Orde van de Nederlandse Leeuw en Ridder in de Orde van de H. Sylvester van de Kerkelijke Staat. Hij overleed op 31 oktober 1880 te Maastricht.

## Tweede Kamer
| Periode |
| --- |
| 20-09-1858 t/m 14-09-1862 15-09-1862 t/m 18-09-1866 19-09-1866 t/m 30-09-1866 28-11-1866 t/m 02-01-1868 25-02-1868 t/m 17-09-1871 |